# Jan Schmid
Jan Andreas Schmid (Trondheim, 24 de noviembre de 1983) es un deportista noruego de origen suizo que compite en esquí en la modalidad de combinada nórdica. 
Participó en cuatro Juegos Olímpicos de Invierno, entre los años 2002 y 2018, obteniendo una medalla de plata en Pyeongchang 2018, en la prueba por equipo (junto con Espen Andersen, Jarl Magnus Riiber y Jørgen Graabak), el cuarto lugar en Turín 2006 y el quinto en Vancouver 2010, en la misma prueba.
Ganó siete medallas en el Campeonato Mundial de Esquí Nórdico entre los años 2009 y 2019.

## Palmarés internacional
| Juegos Olímpicos   | Juegos Olímpicos            | Juegos Olímpicos  | Juegos Olímpicos           |
| Año                | Lugar                       | Medalla           | Prueba                     |
| ------------------ | --------------------------- | ----------------- | -------------------------- |
| 2018               | Pyeongchang (Corea del Sur) | Medalla de plata  | TG + 4 × 5 km por equipo   |
| Campeonato Mundial |                             |                   |                            |
| Año                | Lugar                       | Medalla           | Prueba                     |
| 2009               | Liberec (República Checa)   | Medalla de plata  | TN + 10 km individual      |
| 2009               | Liberec (República Checa)   | Medalla de bronce | TG + 4 × 5 km por equipo   |
| 2011               | Oslo (Noruega)              | Medalla de bronce | TN + 4 × 5 km por equipo   |
| 2011               | Oslo (Noruega)              | Medalla de bronce | TG + 4 × 5 km por equipo   |
| 2019               | Seefeld (Austria)           | Medalla de oro    | TN + 4 × 5 km por equipo   |
| 2019               | Seefeld (Austria)           | Medalla de plata  | TG + 10 km individual      |
| 2019               | Seefeld (Austria)           | Medalla de plata  | TG + 2 × 7,5 km por equipo |